# Acide 2-chlorobenzoïque
L’acide 2-chlorobenzoïque est un composé organique simple utilisé en synthèse organique. 

## Production et synthèse
Il peut être produit par oxydation du 2-chlorotoluène par le permanganate de potassium KMnO4 ou en présence de dioxygène. L’hydrolyse du 1-chloro-2-(trichlorométhyl)benzène produit également de l’acide 2-chlorobenzoïque.

## Utilisation
Il est utilisé dans la production de fongicides et d’anti-inflammatoire.